# Caynn Theakston
Caynn Theakston (Worcester, 17 maart 1965) is een voormalig Brits wielrenner.

## Belangrijkste overwinningen
1988
- 7e etappe Ronde van de Algarve
- 8e etappe Ronde van de Algarve
- Eindklassement Ronde van Portugal

1989
- Etappe Herald Sun Tour

1990
- Proloog Milk Race